# Douglass Dumbrille
Douglass Rupert Dumbrille (n. 13 octombrie 1889, Hamilton, Ontario, Canada – d. 2 aprilie 1974, Woodland Hills⁠(d), California, SUA) a fost un actor canadian de film.

## Biografie
S-a născut în Hamilton, Ontario. În tinerețe, a fost angajat ca funcționar bancar în Hamilton. În cele din urmă, a părăsit domeniul bancar pentru a urma o carieră în teatru și a fost angajat în cadrul unui teatru de repertoriu⁠(d) local. Mai târziu, s-a alăturat unui teatru din Chicago, Illinois și a plecat în turneu prin Statele Unite.
În 1913, a apărut într-un rol minor în filmul mut What Eighty Million Women Want. În 1924, și-a făcut debutul pe Broadway în piesa de teatru Macbeth. Pe lângă actorie, acesta a lucrat ca vânzător de automobile, ceai, mirodenii, bunuri imobiliare și echipamente de fermă.
În timpul Marii crize economice, Dumbrille a revenit pe marele ecrane, având roluri secundare în lungmetraje precum His Woman⁠(d) (1931) și Elmer the Great⁠(d) (1933). A interpretat politicieni îndemânatici, oameni de afaceri corupți, șerifi necinstiți și avocați fără scrupule. A fost foarte apreciat de studiourile de film și a apărut în filme regizate de Cecil B. DeMille, Frank Capra și Hal Roach.
A apărut în remake-urile Broadway Bill⁠(d) (1934) și The Buccaneer⁠(d) (1938). Prieten cu regizorul canadian Allan Dwan⁠(d), Dumbrille a jucat rolul lui Atos⁠(d) în filmul de comedie The Three Musketeers⁠(d) (1939). Acesta a avut roluri în peste 200 de lungmetraje pe parcursul carierei sale.
L-a interpretat pe preotul și magicianul egiptean Iane⁠(d) în filmul Cele zece porunci (1956), ultimul proiect al regizorului DeMille.
Odată cu răspândirea televiziunii, Dumbrille a apărut în numeroase emisiuni pe parcursul anilor 1950 și 1960. A interpretat un magnat tulburat în episodul  „Company for Christmas” (1955) al serialului Burns and Allen⁠(d), a apărut în șase episoade din serialul de antologie Crossroads⁠(d), a fost senatorul Bates în „Thanksgiving Prayer” (1956) și domnul Willoughby în „Big Sombrero” (1957) din Sky King⁠(d) și a apărut în episodul „The Fighter” (1957) al serialului Mr. Adams and Eve⁠(d). În 1958, a fost ales să joace rolul primarului John Geary în trei episoade din serialul western The Californians⁠(d). Mai târziu, a apărut în sitcomul Bringing Up Buddy⁠(d). L-a interpretat pe domnul Osborne în șase episoade The New Phil Silvers Show⁠(d) (1963–1964).
Dumbrille a apărut de două ori în serialul Perry Mason⁠(d): a fost judecătorul Robert Adler în „The Case of the Latent Lover” (1964) și un judecător nenumit în „The Case of the Duplicate Case” (1965). În ultimul său rol de televiziune, a interpretat un medic în episodul 10 din Batman în februarie 1966.

## Viața personală și moartea
Soția lui Dumbrille, Jessie Lawson, a murit în 1957. Aceștia erau căsătoriți de 47 de ani și au avut doi copii: John și Douglas.  În 1960, la vârsta de 70 de ani, Dumbrille s-a căsătorit cu Patricia Mowbray, fiica de 28 de ani a prietenului și colegului său actor, Alan Mowbray. Ca răspuns la criticile aduse căsătoriei sale, Dumbrille a declarat: „Nu ținem cont de vârstă. Important este ca doi oameni să fie fericiți împreună. Pat și cu mine știm că o mai pot duce câțiva ani și putem să-i împărtășim. Nu ne interesează opinia celorlalți.”
Dumbrille a murit în urma unui atac de cord la 2 aprilie 1974 în Motion Picture Country Home and Hospital⁠(d) din Woodland Hills, Los Angeles⁠(d).

## Filmografie parțială
- What 80 Million Women Want (1913, film mut) - Minor Role
- The Declaration of Independence (1924, scurtmetraj) - Thom- Paine
- His Woman (1931) - Alisandroe (nemenționat)
- The Wiser Sex (1932) - Chauffeur - aka The Wop
- Blondie of the Follies (1932) - Murchenson
- That's My Boy (1932) - Coach 'Daisy' Adams
- The Pride of the Legion (1932) - McMahon
- I Am a Fugitive from a Chain Gang (1932) - District Attorney (nemenționat)
- Laughter in Hell (1933) - Ed Perkins
- Hard to Handle (1933) - District Attorney (nemenționat)
- Smoke Lightning (1933) - Sam Edson
- King of the Jungle (1933) - Ed Peters
- Rustlers' Roundup (1933) - Bill Brett
- The Working Man (1933) - Hammersmith - Lawyer (nemenționat)
- Elmer, the Great (1933) - Stillman (nemenționat)
- The Silk Express (1933) – Myton associate (nemenționat)
- Heroes for Sale (1933) - Jim - Chief Engineer (nemenționat)
- The Man Who Dared (1933) - Judge Collier
- Baby Face (1933) - Brody
- Voltaire (1933) - Actor - Oriental King in Play (nemenționat)
- The Big Brain (1933) - Dan Thom-
- I Loved a Woman (1933) - U.S. Attorney Brandt (nemenționat)
- The Way to Love (1933) - Agent Chapusard
- Female (1933) - George Mumford
- The World Changes (1933) - Buffalo Bill Cody
- Lady Killer (1933) - Spade Maddock
- Convention City (1933)
- Massacre (1934) - Sen. Emory - Chairman (nemenționat)
- Hi, Nellie! (1934) - Dawes
- Journal of a Crime (1934) - Germaine Cartier
- Harold Teen (1934) - H.H. Snatcher
- Fog Over Frisco (1934) - Mayard
- Operator 13 (1934) - Gen. Stuart
- Treasure Island (1934) - Israel Hands
- Hide-Out (1934) - DeSalle - Nightclub Owner
- Broadway Bill (1934) - Eddie Morgan
- The Secret Bride (1934) - Breeden
- The Lives of a Bengal Lancer (1935) - Mohammed Khan
- Naughty Marietta (1935) - Uncle
- Cardinal Richelieu (1935) - Count Barad-
- Air Hawks (1935) - Victor Arnold
- Unknown Woman (1935) - Phil Gardner
- Love Me Forever (1935) - Miller
- The Public Menace (1935) - Mario Tonelli
- Peter Ibbetson (1935) - Col. Forsythe
- Crime and Punishment (1935) - Grilov
- The Calling of Dan Matthews (1935) - Jeff Hardy
- The Lone Wolf Returns (1935) - Morphew
- You May Be Next (1936) - Beau Gardner
- The Music Goes 'Round (1936) - Bishop
- Mr. Deeds Goes to Town (1936) - John Cedar
- The Witness Chair (1936) - Stanley Whittaker
- The Princess Comes Across (1936) - Detective Lorel
- M'Liss (1936) - Lou Ellis
- End of the Trail (1936) - Bill M-on
- Counterfeit Lady (1936) - August Marino
- Woman in Distress (1937) - Jerome Culver
- A Day at the Races (1937) - J.D. Morgan
- The Emperor's Candlesticks (1937) - Mr. Korum
- The Firefly (1937) - Marquis de Melito
- Ali Baba Goes to Town (1937) - Prince Musah
- The Buccaneer (1938) - Governor William C.C. Claiborne
- Stolen Heaven (1938) - Klingman
- Fast Company (1938) - Arnold Stamper
- The Mysterious Rider (1938) - Pecos Bill - aka Ben Wade
- Crime Takes a Holiday (1938) - J.J. Grant
- Storm Over Bengal (1938) - Ramin Khan
- Sharpshooters (1938) - Count Maxim
- Kentucky (1938) - John Dillon - 1861
- The Three Musketeers (1939) - Athos
- Mr. Moto in Danger Island (1939) - La Costa
- Tell No Tales (1939) - Matt Cooper
- Captain Fury (1939) - Preston
- Charlie Chan at Tre-ure Island (1939) - Thom- Gregory
- Thunder Afloat (1939) - District Commander
- Rovin' Tumbleweeds (1939) - Stephen Holloway
- Charlie Chan in City in Darkness (1939) - Petroff
- Slightly Honorable (1939) - George Taylor
- Virginia City (1940) - Major Drewery
- South of Pago Pago (1940) - Williams
- Michael Shayne, Private Detective (1940) - Gordon
- Murder Among Friends (1941) - Carter Stevenson
- The Round Up (1941) - Capt. Bob Lane
- Road to Zanzibar (1941) - Slave Trader
- Washington Melodrama (1941) - Donnelly
- The Big Store (1941) - Mr. Grover
- Ellery Queen and the Perfect Crime (1941) - John Matthews
- Castle in the Desert (1942) - Paul Manderley
- Ride 'Em Cowboy (1942) - Jake Rainwater
- A Gentleman After Dark (1942) - Enzo Calibra
- Ten Gentlemen from West Point (1942) - Gen. William Henry Harrison
- I Married an Angel (1942) - Baron Szigethy
- King of the Mounties (1942) - Harper
- Stand By for Action (1942) - Capt. Ludlow
- DuBarry Was a Lady (1943) - Willie / Duc de Rigor
- False Colors (1943) - Mark Foster
- Uncertain Glory (1944) - Police Commissioner LaFarge
- Lumberjack (1944) - Daniel J. Keefer
- Jungle Woman (1944) - District Attorney
- Forty Thieves (1944) - Tad Hammond
- Gypsy Wildcat (1944) - Baron Tovar
- Lost in a Harem (1944) - Nimativ
- Jungle Queen (1945) - Lang
- A Medal for Benny (1945) - General
- The Frozen Ghost (1945) - Inspector Brant
- Flame of the West (1945) - Marshal Tom Nightlander
- The Daltons Ride Again (1945) - Sheriff Hoskins
- Road to Utopia (1945) - Ace Larson
- Pardon My Past (1945) - Uncle Wills
- The Catman of Paris (1946) - Henry Borchard
- Night in Paradise (1946) - High Priest
- The Cat Creeps (1946) - Tom McGalvey
- Spook Busters (1946) - Dr. Coslow
- Under Nevada Skies (1946) - Courtney
- Monsieur Beaucaire (1946) - George Washington
- It's a Joke, Son! (1947) - Big Dan Healey
- Dishonored Lady (1947) - District Attorney O'Brien
- Dragnet (1947) - Frank Farrington
- Blonde Savage (1947) - Mark Harper
- Christmas Eve (1947) - Dr. Bunyan
- The Fabulous Texan (1947) - Luke Roland
- Beyond Our Own (1947) - E.W. Osborne
- Last of the Wild Horses (1948) - Charlie Cooper
- Dynamite (1949) - Hank Gibbons
- Riders of the Whistling Pines (1949) - Henry Mitchell
- The Lone Wolf and His Lady (1949) - John J. Murdock
- Addio Mimí! (1949) - Rouchard
- Alimony (1949) - Burton (Burt) Crail
- Joe Palooka in the Counterpunch (1949) - Capt. Lance
- Tell It to the Judge (1949) - George Ellerby
- Buccaneer's Girl (1950) - Capt. Martos
- Riding High (1950, remake of Broadway Bill) - Eddie Howard
- The Savage Horde (1950) - Col. Price
- Abbott and Costello in the Foreign Legion (1950) - Sheik Hamud El Khalid
- The Kangaroo Kid (1950) - Vincent Moller
- Rapture (1950) - W.C. Hutton
- A Millionaire for Christy (1951) - J.C. Thompson
- Scaramouche (1952) - assembly President (nemenționat)
- Son of Paleface (1952) - Sheriff McIntyre
- Apache War Smoke (1952) - Maj. Dekker
- Sky Full of Moon (1952) - Rodeo Official
- Julius Caesar (1953) - Lepidus
- Plunder of the Sun (1953) - Consul
- Captain John Smith and Pocahont- (1953) - Chief Powhatan
- World for Ransom (1954) - Insp. McCollum
- The Lawless Rider (1954) - Marshal Brady
- Jupiter's Darling (1955) - Scipio
- A Life at Stake (1954) - Gus Hillman
- Davy Crockett and the River Pirates (1956) - Saloon owner (nemenționat) (scene din arhivă)
- Shake, Rattle & Rock! (1956) - Eustace Fentwick III
- The Ten Commandments (1956) - Jannes
- The Go-Getter (1956) - Dr. Baker
- The Buccaneer (1958) - Collector of the Port
- High Time (1960) - Judge Carter (nemenționat)
- Air Patrol (1962) - Millard Nolan
- Johnny Cool (1963) - Corrupt City Council Member
- What a Way to Go! (1964) - Minor Role (nemenționat)
- Shock Treatment (1964) - Judge (nemenționat)